# 高杉義充
高杉 義充（たかすぎ よしみつ、10月1日 - ）は日本の男性声優。
東京都出身。日本ナレーション演技研究所卒業。以前はアーツビジョンに所属していた。

## 出演

### テレビアニメ
2012年
- 絶園のテンペスト
- ハヤテのごとく! CAN'T TAKE MY EYES OFF YOU

2013年
- 惡の華
- きんいろモザイク（生徒B）
- 黒子のバスケ（観客）
- ストライク・ザ・ブラッド（先生）

2014年
- 悪魔のリドル（神父）
- selector infected WIXOSS（教師）
- ドラえもん（テレビ朝日版第2期）（兵士A）
- 忍たま乱太郎（ドクタケ忍者）
- 名探偵コナン（2014年 - 2015年、鑑識、麻薬密売人の男）

2015年
- コンクリート・レボルティオ〜超人幻想〜（2015年 - 2016年、軍人、ロック）- 2シリーズ
- ジョーカー・ゲーム（男）

2016年
- Occultic;Nine -オカルティック・ナイン-（英語教師）
- 装神少女まとい（IATO高官）
- Lostorage incited WIXOSS（先生）

2017年
- GRANBLUE FANTASY The Animation（帝国兵E）
- 神撃のバハムート VIRGIN SOUL（男、重臣）

### 劇場アニメ
- 屍者の帝国（2015年、シャーロック・ホームズ[3]）

### ゲーム
2014年
- 真・三國無双7 Empires（エディット男・耽美3、エディット男・侍3）※ダウンロードコンテンツ

2015年
- KRITIKA（PVP実況）
- コアマスターズ（バラ色の鋼パンチ マックス・ゼディ）
- トワイライトロア（牧師クリス）

2016年
- ドラえもん 新・のび太の日本誕生（クラヤミ族族長）

### 吹き替え

#### 映画
- インデペンデンス・デイ: リサージェンス（助手）
- エクソダス:神と王（ピトムの監督[9]）
- GARMWARS ガルム・ウォーズ（技術要員A[10]）
- ジャンゴ 繋がれざる者
- ミュータント・タートルズ（男性人質3[11]）
- ミュータント・ニンジャ・タートルズ：影＜シャドウズ＞（TCRI警備員）
- バイオハザード: ザ・ファイナル（痩せた男〈ミルトン・ショア〉）※劇場公開版

#### テレビドラマ
- アウトキャスト
- サム&キャット
- ハンニバル（ブライアン・ゼラー[7]〈アーロン・エイブラムス〉）
- レイ・ドノヴァン ザ・フィクサー

#### アニメ
- LEGO(R)スクービー・ドゥー: モンスターズ・ハリウッド（フレッド・ジョーンズ）